# Carspach
Carspach település Franciaországban, Haut-Rhin megyében. Lakosainak száma 2085 fő (2022. január 1.). Carspach Saint-Bernard, Heidwiller, Aspach, Altkirch, Hirtzbach, Fulleren, Ballersdorf, Eglingen és Hagenbach községekkel határos.

## Népesség
A település népességének változása:
| Lakosok száma | 2047 | 2046 | 2149 | 2044 | 2035 | 2045 | 2082 | 2083 | 2085 |
|               | 2013 | 2015 | 2016 | 2017 | 2018 | 2019 | 2020 | 2021 | 2022 |